# Oxfordské hnutí
Oxfordské hnutí volně sdružovalo některé členy anglikánské církve, většinou z oxfordské univerzity, kteří se snažili dokázat, že anglikánská církev byla přímou následkyní křesťanských církví založených apoštoly. Jiným označení téhož hnutí bylo traktátové hnutí podle svých publikací nazývaných Tracts for the Times a které vycházely v letech 1833 až 1841.

## Charakteristika
Mezi důležité představitele hnutí patřili Edward Bouverie Pusey, řádný profesor hebrejštiny v Oxfordu z koleje Christ Church a John Henry Newman z Oriel College, vikář univerzitního kostela Panny Marie, který byl výrazně ovlivněn promluvou Johna Keblea z roku 1833 o postupné sekularizaci anglikánské církve. Dalšími postavami hnutí byli Thomas Keble, arcijáhen Henry Edward Manning, Richard Hurrell Froude, Robert Wilberforce a William Palmer.
V posledním z traktátů Newman argumentoval, že nauka římskokatolické církve, jak ji definuje Tridentský koncil, je shodná s 39 články závaznými pro anglikánskou církev, které pocházejí z 16. století. Konec hnutí přichází ve chvíli, když byl Newman svými argumenty dohnán dále, než očekával, a konvertoval roku 1845 ke katolické církvi, kam ho roku 1851 následoval i Manning. Anglokatolicismus, který vděčí za své oživení právě oxfordskému hnutí, má na anglikánství až dodneška velký vliv.

## Důsledky
V důsledku někteří anglikáni vystupují ze své stávající církve a stávají se katolíky či pravoslavnými. V katolické církvi byly pro bývalé anglikány vytyčeny osobní ordinariáty, které zachovávají anglikánský styl modliteb a mše (obdobnou té, která byla v katolické církvi běžnou praxí před druhým vatikánským koncilem).